# ويليام تي رووي
ويليام تي رووي (بالإنجليزية: William T. Rowe)‏ هو مؤرخ أمريكي، ولد في 1947.